# マリー・ヨバノビッチ

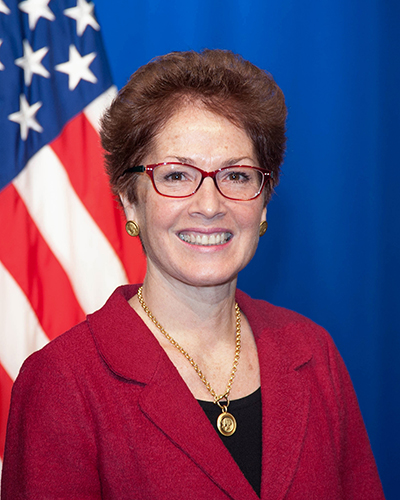
マリー・ヨバノビッチ

マリー・ヨバノビッチ（英語: Marie Yovanovitch、1958年11月11日 - ）は、アメリカ合衆国の外交官。2019年12月から始まったドナルド・トランプ アメリカ合衆国大統領の弾劾裁判をめぐるキーパーソンの一人。

## 経歴
アメリカ合衆国の外交官として駐キルギス大使（2005年-2008年)、駐アルメニア大使（2008-2011年）、駐ウクライナ大使（2016年-2019年）などを歴任。2019年3月に駐ウクライナ大使の任期延長を打診されていたが、同年4月末に「次の航空便」でアメリカ本国へ戻るよう突然指示を受ける。マリー・ヨバノビッチは、同年5月にウクライナを離れた。この事実上の更迭の理由について、ジョン・J・サリバン国務副長官は「トランプ大統領の信頼を失ったからだ」と説明している。
後に、2018年4月の時点でトランプ大統領が支持者からの意見を聞き、マリー・ヨバノビッチの解任を指示していたビデオが公開されている。

## 大統領弾劾裁判との関係
2019年7月、トランプ大統領はウォロディミル・ゼレンスキー大統領との間で電話会談を行い、元アメリカ合衆国副大統領で2020年アメリカ合衆国大統領選挙への立候補を目指すジョー・バイデン周辺を調査するように圧力をかけたとされる（ドナルド・トランプとウクライナ論争参照）。
2019年11月15日、ドナルド・トランプの弾劾調査が進む中で下院公聴会に出席。同年7月に行われていた、トランプ大統領とウクライナのゼレンスキー大統領との電話会談（前述）にて、自分が批判されていたことに触れ「衝撃を受け、打ちのめされた」と述べた。この証言に先立ちトランプ大統領は「（ヨバノビッチが）赴任した場所はどこも状況が悪化した」としてツイッターにて批判を行った。